# Dicoryne conferta
Dicoryne conferta är en nässeldjursart som först beskrevs av Joshua Alder 1856.  Dicoryne conferta ingår i släktet Dicoryne och familjen Bougainvilliidae. Arten är reproducerande i Sverige. Inga underarter finns listade i Catalogue of Life.